# Homosexualidad y judaísmo
La homosexualidad es un tema de debate dentro del judaísmo. Las primeras referencias se remontan al libro bíblico de Levítico que describe las relaciones sexuales entre varones como una «abominación» y que amerita la pena capital como castigo. La Torá no tiene referencias sobre la conducta homosexual entre mujeres.
La principal visión del judaísmo es considerar la homosexualidad como algo pecaminoso, al verlo categóricamente prohibido en la Torá. Esta es la visión por ejemplo del judaísmo ortodoxo aunque no del judaísmo reformista ni del judaísmo reconstruccionista. El Judaísmo reformista desde 1977 viene abogando por la aceptación de la homosexualidad y los derechos de las minorías sexuales y el judaísmo reconstruccionista considera que la negativa del gobierno estadounidense a reconocer el matrimonio entre personas del mismo sexo viola el derecho a la libertad de elección religiosa.
El 6 de diciembre de 2006 los rabinos conservadores Kassel Abelson, Elliot Dorff (presidente de la Comisión de ley judía de la Asamblea rabínica o Rabbinical Assembly's Committee on Jewish Law and Standards), Joel Meyers y Alvin Berkun anunciaron que el Committee on Jewish Law and Standards del movimiento conservador aceptaba como parte de la halajá la ordenación de rabinos y rabinas homosexuales y el matrimonio del mismo sexo. Queda a criterio de cada sinagoga o cada rabino. Actualmente muchas organizaciones tanto reformistas como conservadoras autorizan el matrimonio entre personas del mismo sexo. Se aceptan rabinos y rabinas gays y lesbianas en las escuela rabínicas.

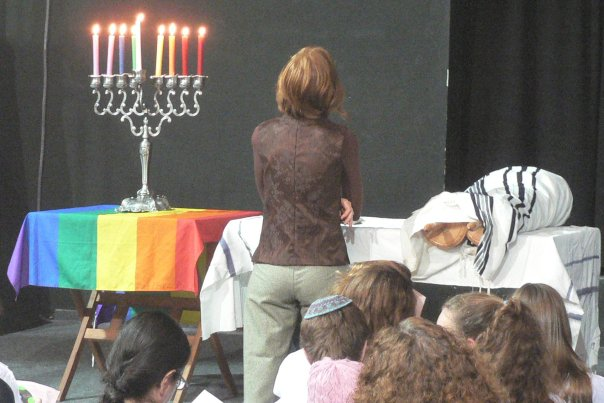
Un minyán de judíos igualitarios realizado en Tel Aviv, durante el segundo Shabat de Janucá.

Las asociaciones de gais ortodoxos, como Havruta en Israel, han logrado introducir el tema en los ambientes judíos ortodoxos.
La comunidad ortodoxa siempre fue la más resistente a aceptar la homosexualidad, pero en 2010 nuevas iniciativas fueron creadas por la comunidad ortodoxa en Israel - en la cual la comunidad homosexual no dispone de la alternativa que tienen los judíos homosexuales en la diáspora de opciones no ortodoxas - con lo que el tema homosexualidad es una de las pocas áreas en las que los rabinos ortodoxos están más adelantados que sus colegas estadounidenses. Aunque no aceptan la homosexualidad públicamente muchas importantes figuras religiosas de la ortodoxia israelí se han encontrado con líderes de los movimientos LGBT como con miembros del Israel Gay Youth Center. La mentalidad está cambiando con el crecimiento de organizaciones religiosas gais pero aún queda un largo camino por recorrer para lograr la aceptación.
En Nueva York existen la asociación ortodoxa Gay and Lesbian Yeshiva Day School Alumni Association y la asociación conservadora Keshet que busca la inclusión de la comunidad LGTB en el judaísmo.
En Israel existe la OrthoDykes (organización ortodoxa para lesbianas).

## A nivel mundial
La religión judía es una de las religiones con más apertura hacia la homosexualidad. Rabinos de diversas partes del mundo, han aceptado la homosexualidad y apoyan la diversidad sexual. Existen rabinos abiertamente homosexuales dentro de la comunidad judía de los Estados Unidos. Existe un órgano judío que unifica a todas las comunidades LGBT pertenecientes al judáismo. Su nombre es The World Congress of Gay, Lesbian, Bisexual and Transgender Jews su sede se encuentra en la ciudad de Washington D. C. Es el organismo encargado de realizar juntas anuales a donde acuden delegados de los países miembros.

### En América Latina

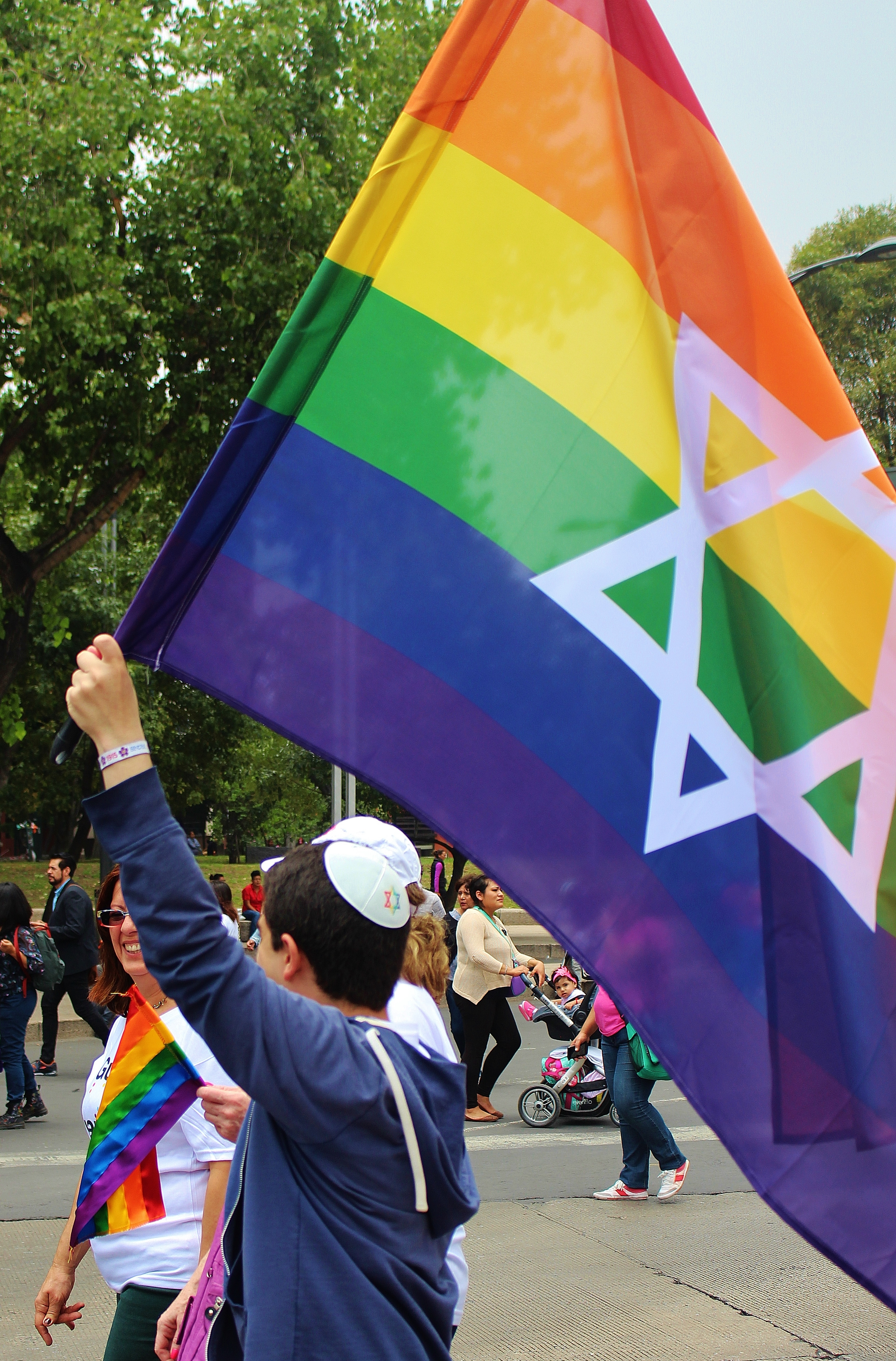
Contingente judío durante la Marcha LGBT+ de la Ciudad de México (2016)

En Argentina, el país de América Latina con el mayor número de judíos, se encuentra aprobado el matrimonio igualitario desde 2010. Judíos Argentinos Gays (JAG), es una organización que promueve la inclusión y la aceptación de personas homosexuales que profesan el judaísmo en el país. La primera boda homosexual judía de Latinoamérica fue celebrada por una comunidad judía reformista de Buenos Aires en abril de 2016.
Hod Chile es una corporación de judíos chilenos que contribuyen a través del activismo en favor de la diversidad sexual. Adquirió notoriedad y una mayor participación en la sociedad chilena a partir del año 2012, luego de la promulgación de la Ley de Antidiscriminación denominada «Ley Zamudio», que otorgó mayor protección a las minorías sexuales y religiosas.
En México, Shalom Amigos es una asociación de judíos pertenecientes a la comunidad LGBT. No obstante, en México; por parte de la comunidad judeo-mexicana, hay muy poca apertura respecto al tema. En ese mismo país, hay mucha polémica sobre las relaciones homosexuales y hay comunidades judías que muestran mucho mayor apertura. Existen muchos judíos abiertamente gais dentro de esta comunidad, aunque muchos prefieren permanecer en el clóset por cuestiones de presión social.